# Котляревский, Матвей Зиновьевич
Матвей Зиновьевич Котляревский (6 [19] апреля 1908, Елисаветград, Херсонская губерния — 1 июля 1988, Киев) — первый директор Омского завода электротехнической аппаратуры (1941—1952), директор киевского завода «Радиоприбор», дважды лауреат Государственной премии СССР.

## Биография
Окончил Киевский индустриальный институт (1934). Работал инженером-электриком на заводе «Запорожсталь», затем конструктором в Киевском индустриальном институте.
В 1938—1941 директор Киевского завода электротехнической аппаратуры (КЗЭТА), после начала Великой Отечественной войны завод эвакуированного в Омск. Первый директор Омского завода электротехнической аппаратуры — Государственного союзного завода № 634 в 1941—1952 гг. Под его руководством завод в годы войны освоил производство 14 типов военной продукции.
В 1952 г. вернулся в Киев, в 1953—1968 гг. директор завода «Радиоприбор».
С 1968 г. на пенсии по состоянию здоровья.
Дважды лауреат Государственной премии СССР за освоение космической техники. Награждён орденами Красной Звезды (1944), Трудового Красного Знамени (1945), Ленина (1971), 7 медалями, почётной грамотой Президиума Верховного Совета Украинской ССР, именными золотыми часами.